# Port lotniczy Leeds/Bradford
Port lotniczy Leeds/Bradford (ang. Leeds Bradford International Airport, kod IATA: LBA, kod ICAO: EGNM) – lotnisko położone pomiędzy Leeds i Bradford, w Anglii. W 2005 obsłużył około 2 mln pasażerów.

## Linie lotnicze i połączenia
| Linia lotnicza       | Kierunek |
| -------------------- | --- |
| Aer Lingus           | 1. Belfast-City 2. Dublin |
| Aurigny Air Services | 1. / Guernsey |
| BH Air               | Sezonowo: 1. Burgas |
| EasyJet              | 1. Belfast-International |
| Jet2.com             | 1. Agadir (od 3 października 2024) 2. Alicante 3. Antalya 4. Barcelona 5. Budapeszt 6. Faro 7. Fuerteventura 8. Madera 9. Gran Canaria 10. Kraków 11. Lanzarote 12. Malaga 13. Paryż-Charles de Gaulle 14. Teneryfa-Południe Sezonowo: 1. Almería 2. Bergen (od 2 maja 2024) 3. Bergerac 4. Berlin 5. Bodrum 6. Burgas 7. Katania 8. Chambéry 9. Chania 10. Korfu 11. Dalaman 12. Dubrownik 13. Genewa 14. Girona 15. Heraklion 16. Ibiza 17. Izmir 18. / Jersey 19. Kefalonia 20. Kos 21. Larnaka 22. Malta 23. Menorka 24. Neapol 25. Nicea 26. Palma de Mallorca 27. Pafos 28. Piza 29. Praga 30. Reus 31. Reykjavík-Keflavík 32. Rodos 33. Rzym-Fiumicino 34. Salzburg 35. Santorini 36. Skiathos 37. Split 38. Saloniki 39. Werona 40. Wiedeń 41. Zakintos |
| KLM                  | 1. Amsterdam |
| Ryanair              | 1. Alicante 2. Bukareszt (od 2 maja 2024) 3. Dublin 4. Faro 5. Fuerteventura 6. Gdańsk 7. Kraków 8. Lanzarote 9. Malaga 10. Porto 11. Poznań 12. Ryga 13. Teneryfa-Południe 14. Warszawa-Modlin 15. Wrocław Sezonowo: 1. Paryż-Beauvais 2. Bratysława 3. Chania 4. Girona 5. Ibiza 6. Limoges 7. Marrakesz (od 31 marca 2024) 8. Palma de Mallorca 9. Perpignan 10. Reus 11. Zadar |
| SunExpress           | Sezonowo: 1. Antalya (od 31 marca 2024) |
| Southwind Airlines   | Sezonowo: 1. Antalya (od 25 marca 2024) |
| TUI Airways          | Sezonowo: 1. Antalya 2. Korfu 3. Dalaman 4. Dubrownik 5. Palma de Mallorca |
| Wizz Air             | 1. Bukareszt 2. Kluż-Napoka 3. Gdańsk 4. Katowice (do 30 marca 2024) 5. Kraków (do 30 marca 2024) 6. Warszawa-Okęcie |

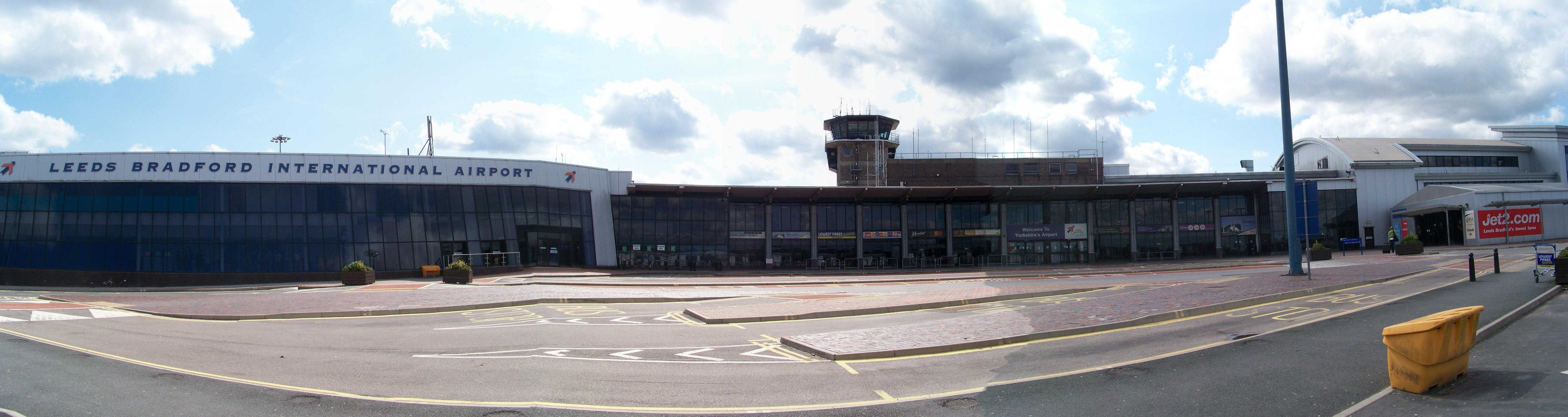
Terminal